# Crunch (videogiochi)
Per crunch (o crunch culture) si intende un lavoro straordinario, spesso di molte ore e non retribuito, da svolgere durante lo sviluppo di un videogioco.
Il crunch viene messo in pratica per ridurre i costi di sviluppo di un gioco che richiederebbe altrimenti maggiori spese per la manodopera. Stando a chi lo critica, il crunch porterebbe a effetti negativi sulla salute dei dipendenti coinvolti oltre al peggioramento delle loro prestazioni lavorative; altro aspetto chiamato in causa, è il fatto di essere stato normalizzato nell'ambito dello sviluppo dei videogiochi.

Secondo chi ha approfondito il fenomeno, uno dei motivi che portano al crunch è la mancanza di tutela dei diritti dei lavoratori in tale contesto. Stando a quanto riporta il Washington Post:
Stando a un sondaggio dell'International Game Developers Association del 2019, il 40% degli sviluppatori avrebbe lavorato in crunch in almeno un'occasione durante l'anno precedente. La maggior parte dei partecipanti al sondaggio affermarono di aver svolto 20 ore di lavoro extra oltre alle 40 lavorative standard.